# Parque nacional de Preah Monivong
El Parque nacional de Preah Monivong es un área protegida en el sur del país asiático de Camboya. La atracción principal del parque es las estación de la colina de Bokor. El espacio es uno de los dos Parques patrimonio de la ASEAN de Camboya.
También se conoce como parque nacional de Phnom Bokor y el Parque Nacional de Bokor. Ocupa una superficie de 1.400 kilómetros cuadrados y tiene estatus de parque nacional desde 1993.